# Município de Swan (condado de Vinton, Ohio)
O município de Swan (em inglês: Swan Township) é um município localizado no condado de Vinton no estado estadounidense de Ohio. No ano de 2010 tinha uma população de 916 habitantes e uma densidade populacional de 9,41 pessoas por km².

## Geografia
O município de Swan encontra-se localizado nas coordenadas 39° 21′ 27″ N, 82° 28′ 21″ O. Segundo a Departamento do Censo dos Estados Unidos, o município tem uma superfície total de 97.37 km², da qual 97 km² correspondem a terra firme e (0,37 %) 0,36 km² é água.

## Demografia
Segundo o censo de 2010, tinha 916 pessoas residindo no município de Swan. A densidade populacional era de 9,41 hab./km². Dos 916 habitantes, o município de Swan estava composto pelo 97,82 % brancos, o 0,22 % eram afroamericanos, o 0,11 % eram amerindios, o 0,22 % eram de outras raças e o 1,64 % eram de uma mistura de raças. Do total da população o 0,76 % eram hispanos ou latinos de qualquer raça.